# معاملة المثليين في ساو باولو (ولاية)
يتمتع الاشخاص المثليون والمثليات ومزدوجو التوجه الجنسي والمتحولون جنسياً (اختصاراً: مجتمع الميم) في الولاية البرازيلية ساو باولو بالحقوق القانونية ذاتها التي يتمتع بها غيرهم من المغايرين جنسيا.

## الاعتراف القانوني بالعلاقات المثلية
في 18 ديسمبر 2012، أمرت محكمة العدل في ولاية ساو باولو جميع كتاب العدل في جميع أنحاء الولاية بفتح تراخيص الزواج للأزواج المثليين، لتصبح الولاية البرازيلية الأكثر اكتظاظًا بالسكان التي تقنن زواج المثليين بطريقة متساوية مع زواج المغايرين.

## تبني المثليين للأطفال
في 23 نوفمبر 2006، أذن قاض من مدينة كتاندوفا، ساو باولو بتبني طفلة تبلغ من العمر 5 سنوات من قبل زوجين مثليين. كان رجل منهما قد تبنى بالفعل الفتاة. ثم تمت إضافة اسم شريكه إلى شهادة الميلاد. تم منح الشريكات المثليات حقوق التبني مرتين من قبل، لكن هذه كانت المرة الأولى التي يتم يتم منحها للشركاء المثليين من الرجال.

## جرائم الكراهية وقانون مكافحة التمييز

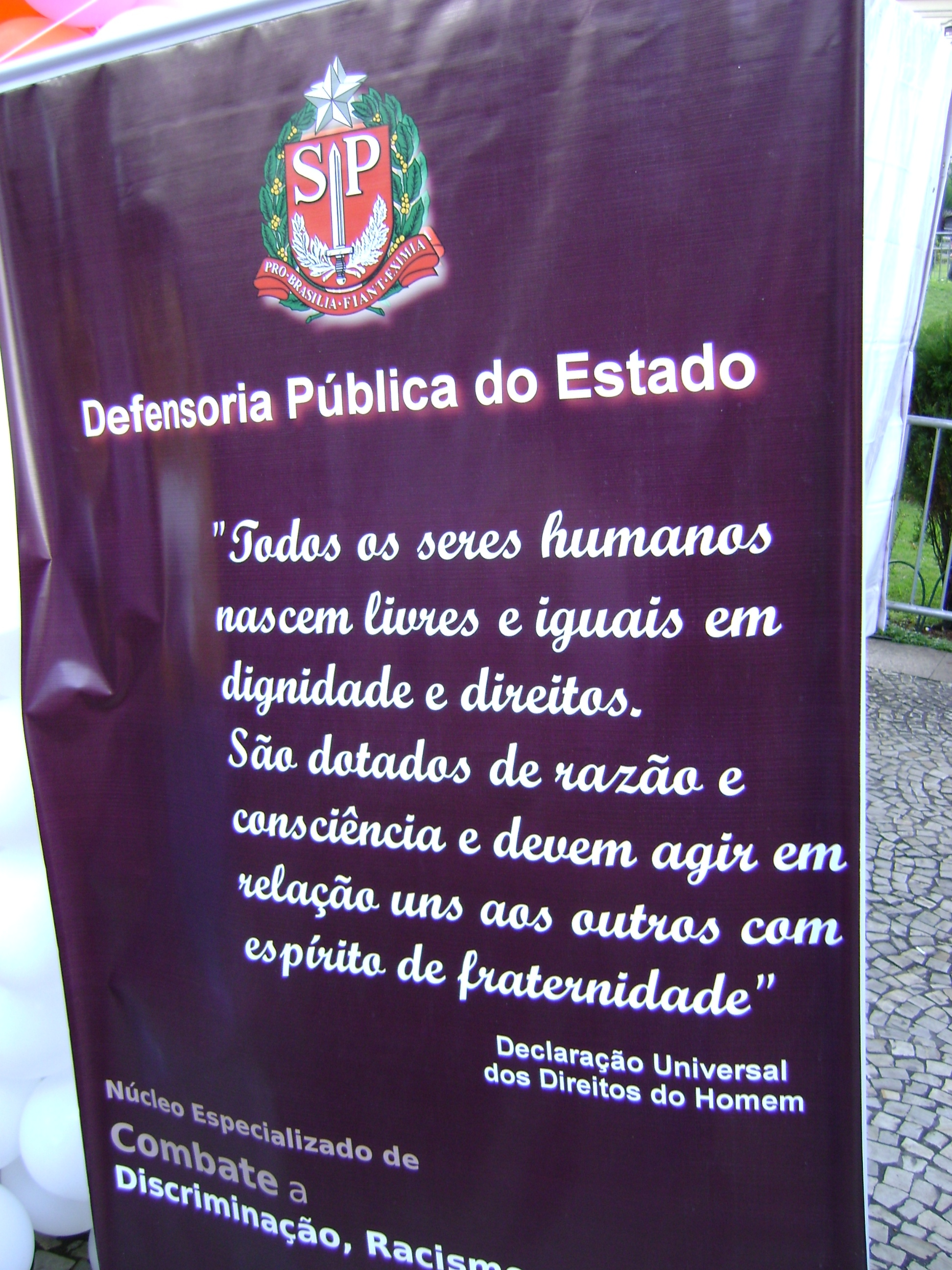
ملصق كبير في مكتب المحامي العام في ولاية ساو باولو، يشجع على الحقوق المدنية للمثليين.

دخل قانون ساو باولو رقم 10 948 حيز التنفيذ في 5 نوفمبر 2001، والذي ينص على تطبيق العقوبات على ممارسة التمييز على أساس التوجه الجنسي وغيرها من التدابير.

## حياة المثليين

### التعبير الثقافي
وفقًا لموسوعة غينيس للأرقام القياسية، تعد مسيرة فخر ساو باولو للمثليين أكبر احتفال و مسيرة فخر المثليين في العالم، حيث بلغ عددهم 4 ملايين شخص في عام 2009، ووصل إلى 5 ملايين شخص في عام 2013 و2017. في عام 2007، في نسخته الحادية عشرة، حطم ساو باولو غاي برايد باريد سجله الخاص أكبر عرض في العالم وجذب 3.5 مليون شخص.

### الدفاع عن حقوق المثليين
تأسست منظمة «سوموس» (بالبرتغالية: SOMOS‏)، وهي منظمة لحقوق المثليين، في عام 1980 في ولاية ساو باولو، في نفس الوقت الذي تم فيه تأسيس مجموعة المثليين في باهيا (بالبرتغالية: Grupo Gay da Bahia‏) في ولاية باهيا.

### رهاب المثلية
كشف بحث أجراه عام 2005 مركز أمريكا اللاتينية لحقوق الإنسان في النشاط الجنسي أن 65% من المثليين الذين تمت مقابلتهم في ذلك العام في فخر ساو باولو قالوا إنهم كانوا ضحايا خطاب الكراهية و/أو عانوا من عدوان بدني.
وقعت قضية ريشارليسون التي قُدم فيها قاضٍ إلى المجلس العدلي في ساو باولو لقوله في المحكمة أن كرة القدم هي «رياضة ذكورية وليست رياضة مثليّة». ومع ذلك، بعد ذلك، اعتذر القاضي نفسه وقرّر إلغاء القرار الذي كتبه.